# Theresa Diaz
Theresa Diaz (1987), gespeeld door actrice Navi Rawat, is een personage uit de televisieserie The O.C..

## Seizoen 1
Theresa kent Ryan Atwood al sinds haar jeugd en woont ook in Chino. Ze heeft, gespreid over haar hele leven, een knipperlichtrelatie met hem. Als ze ook een baan krijgt in Newport, komt ze hem opnieuw tegen. Ze vertelt hem dat ze verloofd is met Eddie. Ze is echter bang voor zijn agressieproblemen en twijfelt over hun toekomstige huwelijk. Ze begint een affaire met Ryan, die het onlangs uit heeft gemaakt met Marissa Cooper. Als Eddie hierachter komt, confronteert hij Ryan en begint met hem in het publiek te vechten. Theresa begrijpt dat ze problemen heeft en keert weer terug naar Chino.
Als blijkt dat Eddie's losse handjes niet verdwijnen, verlaat ze hem. Ze keert opnieuw terug om advies te vragen aan advocaat Sandy Cohen. Marissa ontdekt dat Theresa zwanger is en niet weet wie de vader is. Theresa besloot na veel twijfels haar baby te houden en keerde weer terug naar Chino. Ryan wilde niet dat haar baby ook een slechte jeugd had, zoals hij had en verlaat ook Newport voor Chino

## Seizoen 2
Theresa merkt op dat Ryan niet gelukkig is in Chino en vertelt hem dat ze een miskraam heeft gehad, zodat hij weer naar Newport zou gaan. Ze keert niet terug tot het einde van het seizoen. Hier is voor de kijker bekend dat ze haar kind heeft gehouden en deze samen met haar moeder opvoedt.

## Seizoen 3
Ze verschijnt opnieuw in seizoen 3 voor een aflevering, waarin Kirsten Cohen ontdekt dat Theresa haar baby heeft gehouden. Ze vertelt dit aan Sandy en Sandy vertelt dit aan Ryan. Ryan neemt echter het besluit niet weer weg te gaan. Theresa vertelt later dat de baby van Eddie is. Ze krijgt opnieuw een relatie met Ryan, maar als hij in een gevecht belandt met Kevin Volchok, dumpt ze hem. Ze zei dat ze hem niet volwassen vond en dat hij een slechte invloed op haar kind zou hebben.